# Retoc fotogràfic de vehicles
El retoc fotogràfic de vehicles, informalment també tuning digital o tuning virtual, on tuning és un anglicisme, consisteix en el retoc fotogràfic d'automòbils, motos o altres vehicles mitjançant programaris de modificació gràfica.
El seu principal objectiu és estètic, és a dir, aconseguir un cotxe millor, més bonic o amb aparents millors prestacions que el de la foto original. Es dona a conèixer en fòrums o planes web especialitzades. Entre els seus practicants es considera una afició, encara que també pot ser professional.

## Vocabulari específic
Entre el seu vocabulari destaca:
- "base": imatge original que es modificarà.
- "xop": imatge resultant del retoc, presentada en un fòrum o altra tipus de pàgina web amb l'objecte de ser criticada o debatida.
- "donor" o "donant": imatge des d'on es treu una peça o peces determinades per ser utilitzades en el xop.
- "WIP": literalment "treball en procés" (Work In Progress), és a dir, no acabat, i que és presentat en el fòrum amb l'objecte de ser comentat o criticat durant el procés de creació.

## Tècniques
Té dos principals tècniques: per una part, la "copiar i enganxar" consisteix en l'ús de peces de cotxes d'altres imatges per adaptar-les al vehicle de la imatge a retocar, i d'altra banda, l'"aero" o "aerògraf", que se serveix dels pinzells i eines de programaris de dibuix i disseny, com per exemple Photoshop, per dissenyar peces úniques des de zero.
Altres tècniques són el "repinzellat", que consisteix a utilitzar peces d'altres fotografies per pintar-hi a sobre (com si es calqués) o el "render" o "renderitzat" de superfícies, que és el disseny a "aero" de la totalitat d'una imatge, de manera que el resultat és un dibuix a color sense aspecte real sinó digital.